# Saraca
Saraca és un gènere de plantes amb flor de la subfamília caesalpinioideae de la família de les fabàcies.

## Particularitats
Totes les espècies d'aquest gènere són arbres de les regions tropicals humides.
La més famosa és l'arbre d'Aśoka (S. asoca o S. indica) sota el qual hom diu que la reina Maha Maya va donar naixement al Buda, Siddharta Gautama.
L'espècie Saraca declinata és l'arbre provincial de Yala, al sud de Tailàndia.

## Taxonomia
- Saraca bijuga
- Saraca cauliflora
- Saraca celebica
- Saraca chinensis
- Saraca declinata
- Saraca dives
- Saraca griffithiana
- Saraca hullettii
- Saraca indica (= S. asoca) - Arbre d'Aśoka
- Saraca lobbiana
- Saraca monodelpha
- Saraca thaipingensis
- Saraca tubiflora